# Sergei Wladimirowitsch Iljuschin

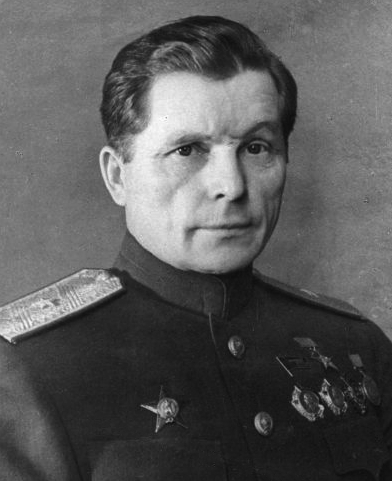
Sergei Wladimirowitsch Iljuschin (1940er Jahre)

Das Grab von Sergei Iljuschin auf dem Friedhof des Neujungfrauen-Klosters in Moskau

Sergei Wladimirowitsch Iljuschin (russisch Сергей Владимирович Ильюшин, wiss. Transliteration Sergej Vladimirovič Iljušin; * 18.jul. / 30. März 1894greg. in Diljalewo bei Wologda; † 10. Februar 1977 in Moskau) war ein sowjetischer Ingenieur, Flugzeugbauer und Konstrukteur russischer Nationalität.

## Leben
Sergei Iljuschin war das jüngste von neun Kindern des Bauern Wladimir Iwanowitsch Iljuschin und dessen Frau Anna Wassiljewna Iljuschina. Vom neunten bis zum zwölften Lebensjahr besuchte er die Schule im Nachbardorf Beresniki. Mit 15 Jahren arbeitete er als Hilfsarbeiter in wechselnden Anstellungen.
Nach Ausbruch des Ersten Weltkrieges wurde Iljuschin 1914 zum Militär einberufen und zum Flugzeugmechaniker, unter anderem auch am Bombenflugzeug Ilja Muromez, ausgebildet. Auf eigenen Wunsch hin durchlief er in Petersburg eine Pilotenausbildung und legte im Sommer 1917 die Flugprüfung ab. Er wechselte im Mai 1919 in die neu entstandene Rote Armee und trat in die kommunistische Partei ein. Im dann folgenden Bürgerkrieg diente er wiederum als Flugzeugmechaniker an der Nordfront, später in den Flugzeugwerkstätten Saratow.
Am 21. September 1921 schrieb sich Iljuschin zum Studium an der Moskauer Militärakademie für Ingenieure der Luftstreitkräfte „Prof. N. J. Schukowski“ ein. Seine Professoren waren unter anderem der Hubschrauberkonstrukteur Boris Nikolajewitsch Jurjew und der Aerodynamiker Wladimir Petrowitsch Wettschinkin. Während des Studiums konstruierte Iljuschin 1923 sein erstes Segelflugzeug AWF-3 „Mastjaschart“ mit neun Metern Flügelspannweite, das beim 1. sowjetischen Segelflugwettbewerb auf der Krim bei Koktebel teilnahm.  1924 folgten die AWF-4 „Rabfakowjez“, die AWF-5 „Mastjaschart 2“ und die AWF-14. Erfolgreichstes Modell während seines Studiums war die unter Anleitung der beiden Konstrukteure N. N. Leontjew und L. S. Kudrin entstandene AWF-21 „Moskwa“, die 1925 am alljährlichen Rhön-Segelflugwettbewerb in Deutschland teilnahm und einen Rekord im Dauerflug aufstellen konnte. 1926 beendete Iljuschin sein Studium mit dem Diplom für Flugzeugbau.
Anschließend ging Iljuschin als Mitglied des Wissenschaftlich-technischen Komitees der Verwaltung der Luftstreitkräfte (NTK UWWS) zur Armee zurück und wurde später dessen Chefkonstrukteur. 1930 wechselte er zum Wissenschaftlichen Versuchsinstitut und im August 1931 zum ZAGI, wo er zum Leiter eines eigenen Konstruktionsbüros ernannt wurde. Dort beschäftigte er sich mit der Konstruktion des Höhenforschungsballons „SSSR“. 1933 wechselte er zusammen mit den Konstrukteuren Nikolai Polikarpow, Dmitri Grigorowitsch und Sergei Kotscherigin ins Menschinskowo-Werk und gründete ein eigenes ZKB (Zentrales Konstruktionsbüro). Dort entstand die ZKB-26, die später in Iljuschin Il-4 umbenannt wurde und mehrere Weltrekorde aufstellte. Am 17. August 1936 wurde das ZKB offiziell zum OKB (Experimental-Konstruktionsbüro) Iljuschin umbenannt. Neben seiner Arbeit als Konstrukteur war Iljuschin von 1937 bis Februar 1938 als Direktor der Abteilung Luftfahrtindustrie (GUAP) im Volkskommissariat für Schwerindustrie (NKTP) tätig.
Am 21. April 1938 befand sich Iljuschin auf einem Flug an Bord der von Jakowlew entworfenen AIR-11 von Moskau nach Woronesch, als der Motor ausfiel. Bei der dadurch erzwungenen Notlandung erlitt er schwere Kopfverletzungen, die ihn für sein weiteres Leben zeichneten.
Der große Wurf gelang Iljuschin 1939 mit dem Schlachtflugzeug Iljuschin Il-2, mit circa 36.000 Exemplaren eines der meistgebauten Flugzeuge der Welt. Nach dem Krieg begann Iljuschin mit der Entwicklung des Verkehrsflugzeuges Iljuschin Il-12 (Erstflug 1945) und einigen Bomberkonstruktionen, von denen aber nur die Il-28 die Serienreife erreichte. Unter seinen Konstruktionen ragen heraus:
- das Schlachtflugzeug Iljuschin Il-10
- das Passagierflugzeug Iljuschin Il-14
- das Turboprop-Mittelstreckenverkehrsflugzeug Iljuschin Il-18 (vier PTL, 1956)
- das Bombenflugzeug Iljuschin Il-28
- das Langstreckenverkehrsflugzeug Iljuschin Il-62 (vier ZTL, 1962)
- eines der größten Transportflugzeuge der Welt Iljuschin Il-76 (vier ZTL, bis zu 52 t Nutzlast, 1971)

Seit 1948 hatte er eine Professur an der Luftfahrt-Militärakademie. 1967 wurde er zum Generaloberst-Ingenieur der Flieger ernannt und im Jahr darauf zum Mitglied der Akademie der Wissenschaften der UdSSR ernannt. Er war Deputierter des Obersten Sowjets der UdSSR in der ersten bis siebten Legislaturperiode. Iljuschins letztes Flugzeug war die Iljuschin Il-86.
Iljuschin erhielt wegen seiner Konstruktionen zahlreiche Auszeichnungen der Sowjetunion. Er war achtfacher Träger des Leninordens, des Orden des Roten Banners der Arbeit (1933), erhielt siebenmal den Staatspreis (1941, 1942, 1943, 1946, 1947, 1950, 1952), zweimal den Orden des Roten Sterns, und wurde dreimal (1941, 1957 und 1974) mit dem Orden Held der sozialistischen Arbeit dekoriert. Den Leninpreis erhielt er 1960.
Sergei Wladimirowitsch Iljuschin starb 1977 im Alter von 82 Jahren. Er wurde auf dem Moskauer Neujungfrauen-Friedhof des gleichnamigen Klosters beigesetzt.
Sein Sohn, Wladimir Iljuschin (1927–2010), war ein bekannter Testpilot.